# Ивановка (Чугуевский район)
Ивановка (укр. Іванівка) — село,
Ивановский сельский совет,
Чугуевский район,
Харьковская область, Украина.
Код КОАТУУ — 6325483401. Население по переписи 2001 года составляет 999 (472/527 м/ж) человек.
Является административным центром Ивановского сельского совета, в который, кроме того, входят сёла
Михайловка,
Степовое и Студенок.

## Географическое положение
Село Ивановка находится у истоков реки Волчий Яр,
ниже по течению на расстоянии двух километров расположено село Студенок.
Рядом проходит автомобильная дорога М-03.
Село состоит из 8 улиц.

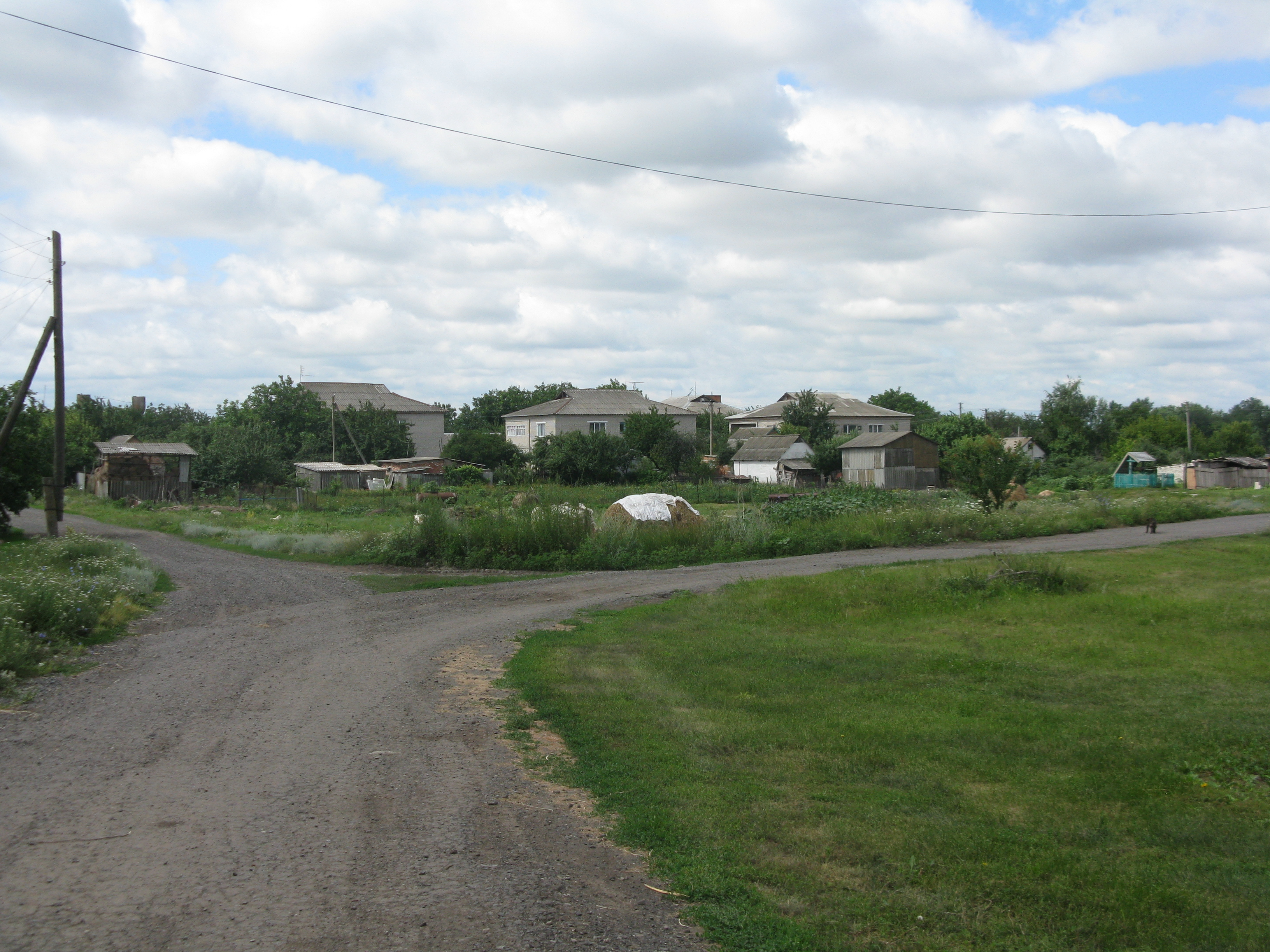
Угол Октябрьской и Школьной улиц
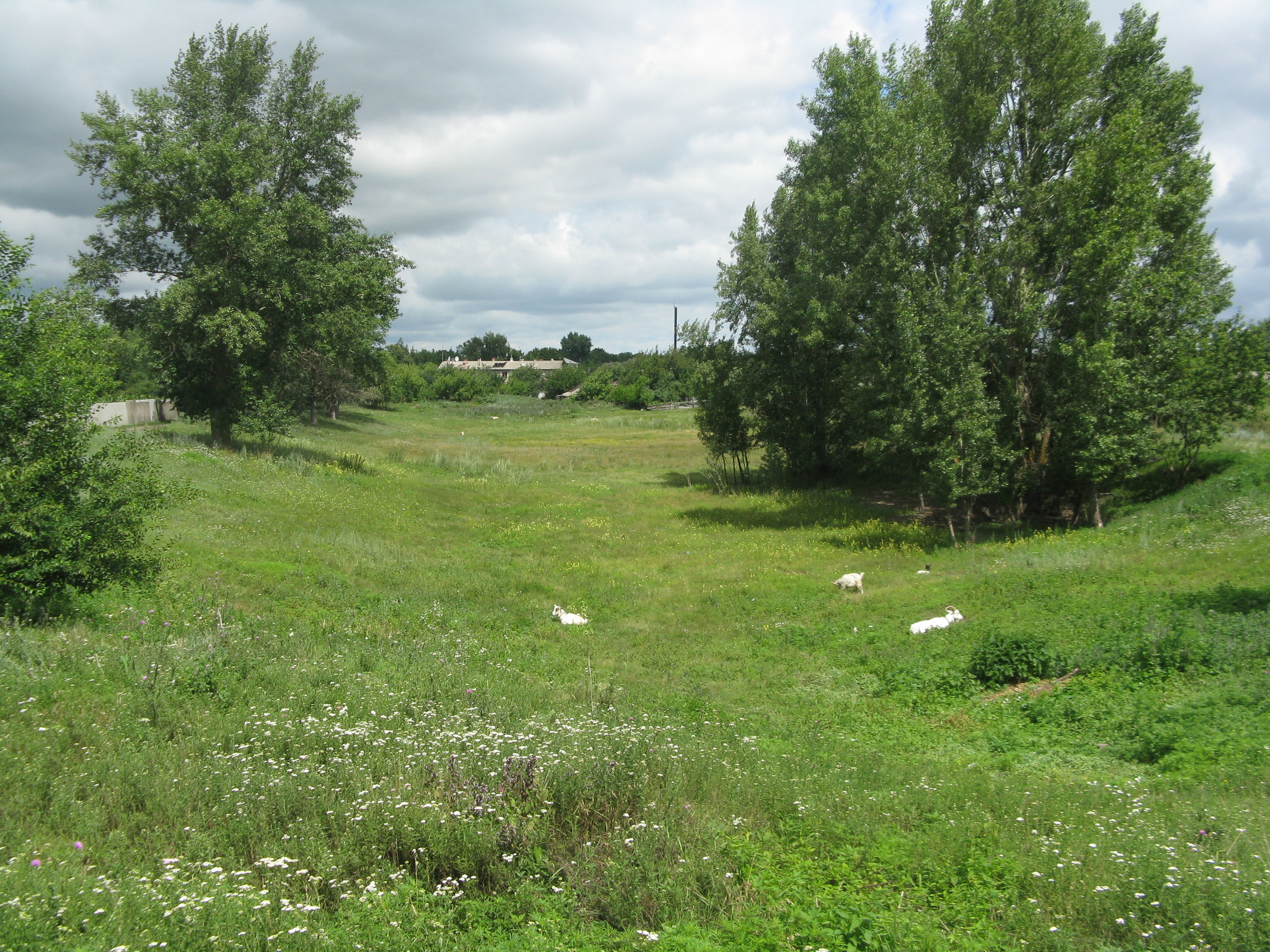
Овраг на улице Победы
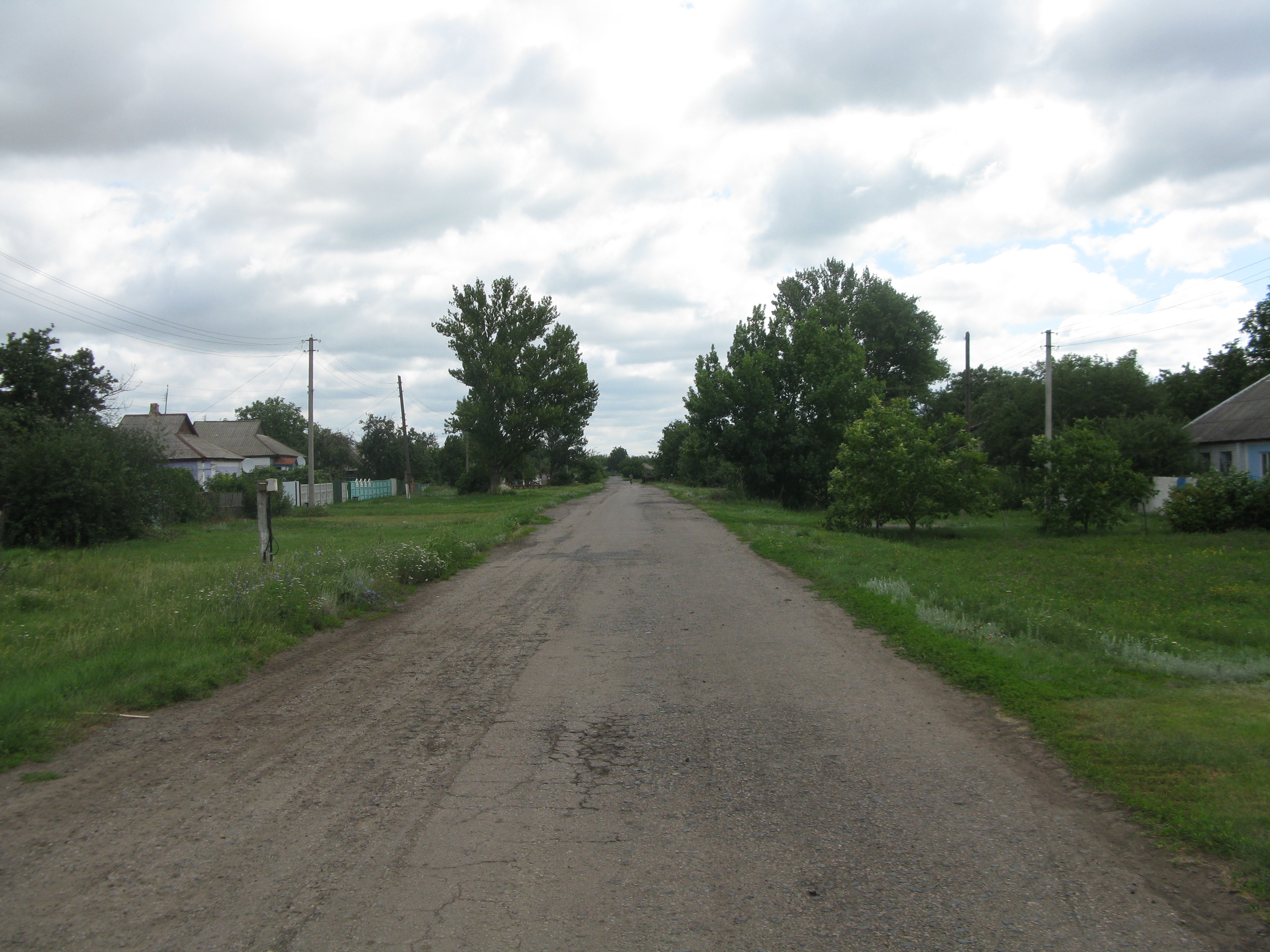
Школьная улица
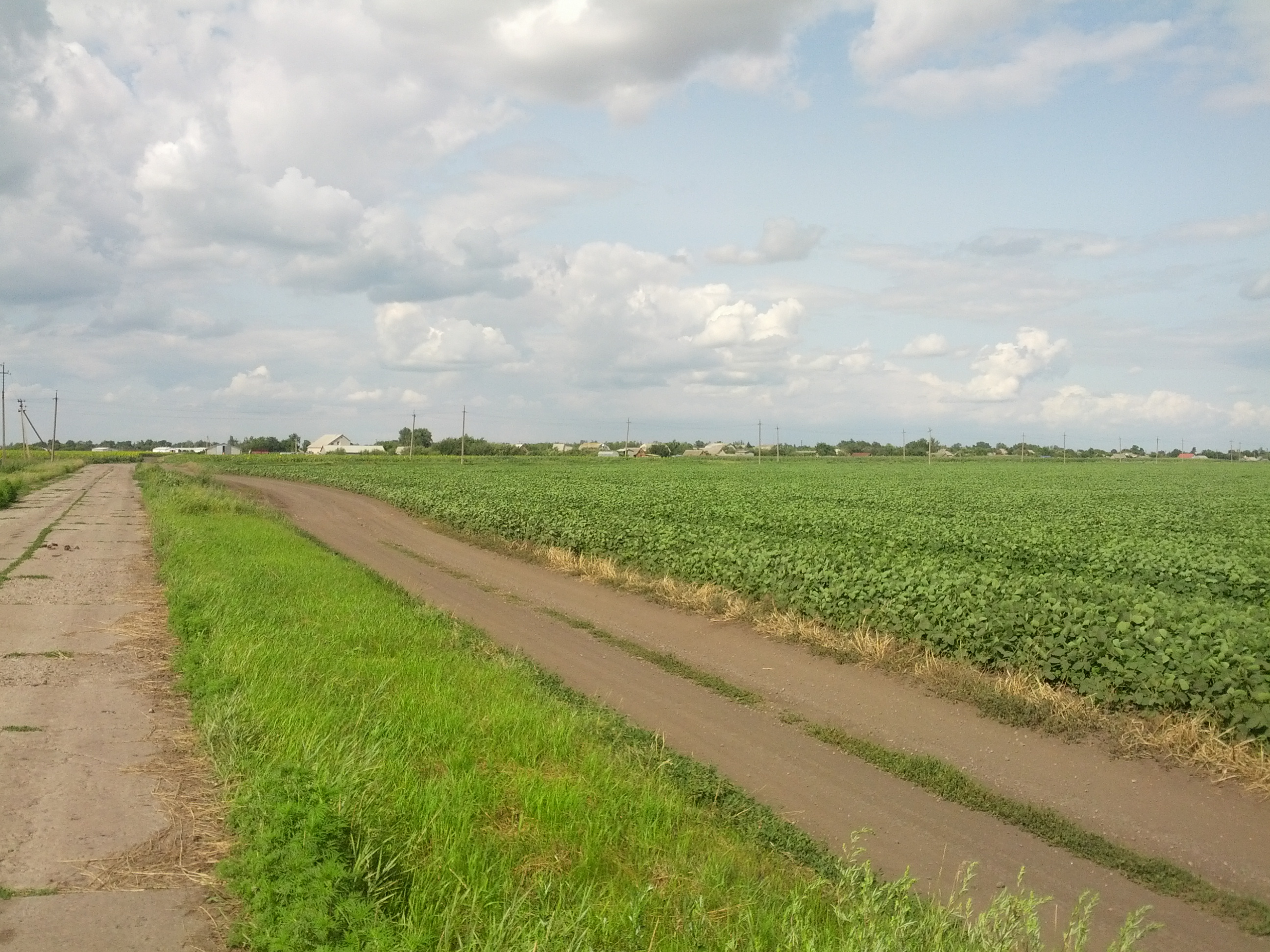
Дорога в Ивановку из Студенка

## История
- 1921 — год основания.
- В 1929 году в селе появилась Ивановская начальная школа[1].
- В 1940-е годы в селе размещался совхоз № 7.
- В 1960-е годы село входило в Чкаловский сельсовет[2].
- В 1993 году в селе работали совхоз «Ивановский», детский сад, Дом культуры, медпункт, школа, сельский Совет.[3]

## Экономика
- Молочно-товарная и свинотоварная фермы.

## Образование
Ивановский учебно-воспитательный комплекс (УВК) предоставляет начальное и неполное среднее образование более чем 100 учащимся, четверть из которых приезжает на учёбу из окрестных сёл. Основан в 1929 году как Ивановская начальная школа. В 1959 году переименован в Чкаловскую школу № 2, в 1974 году — в Ивановскую среднюю школу, в 1995 году — в общеобразовательную школу I—III ступеней села Ивановка. В 2009 году школа была реорганизована в коммунальное учреждение Ивановский учебно-воспитательный комплекс.
Учебно-воспитательный комплекс расположен в двухэтажном здании в центре села. В здании 15 учебных кабинетов, компьютерный класс, спортзал, библиотека. На территории УВК расположены 2 мастерских и спортплощадка.

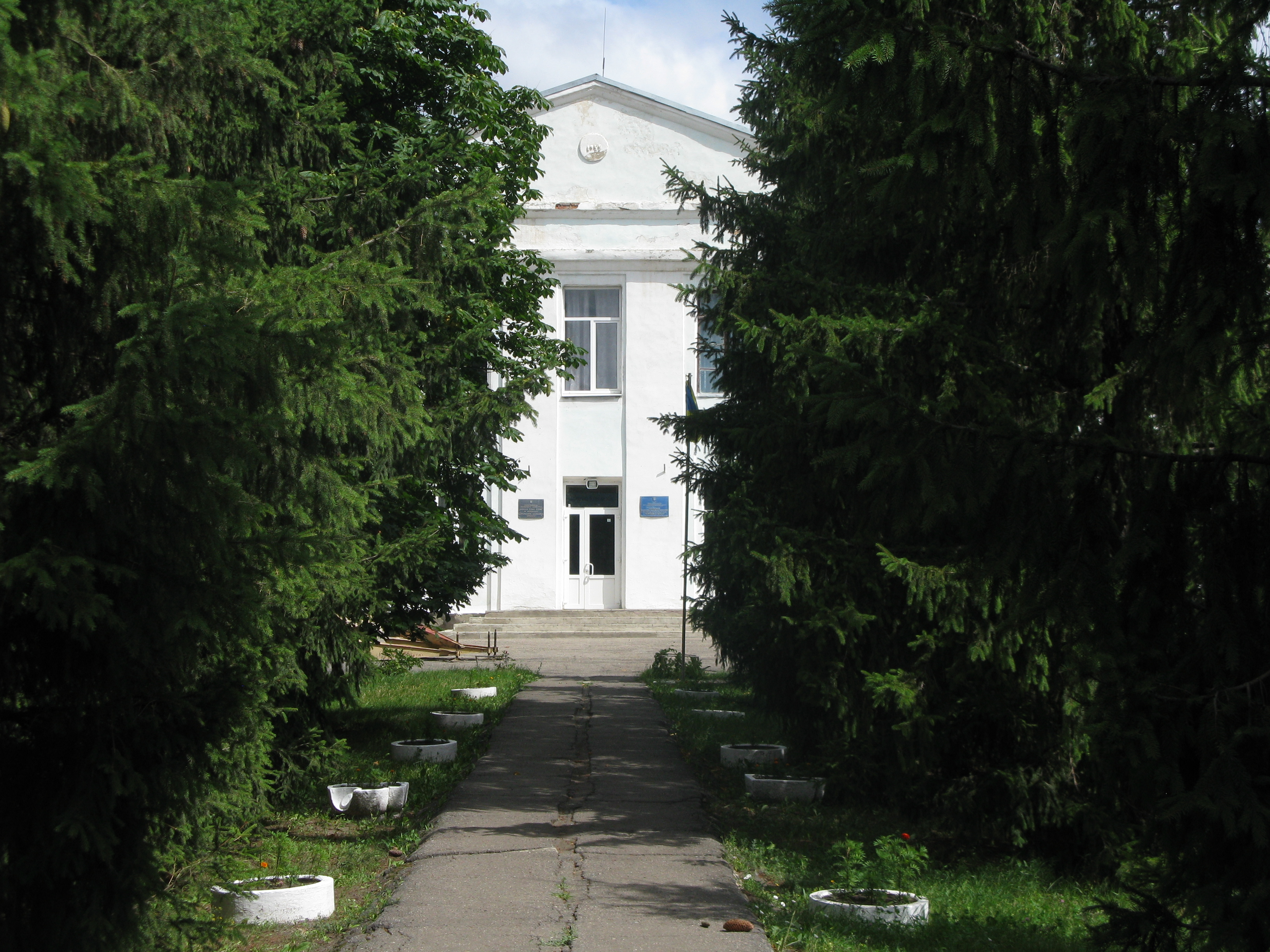
Аллея, ведущая к школе
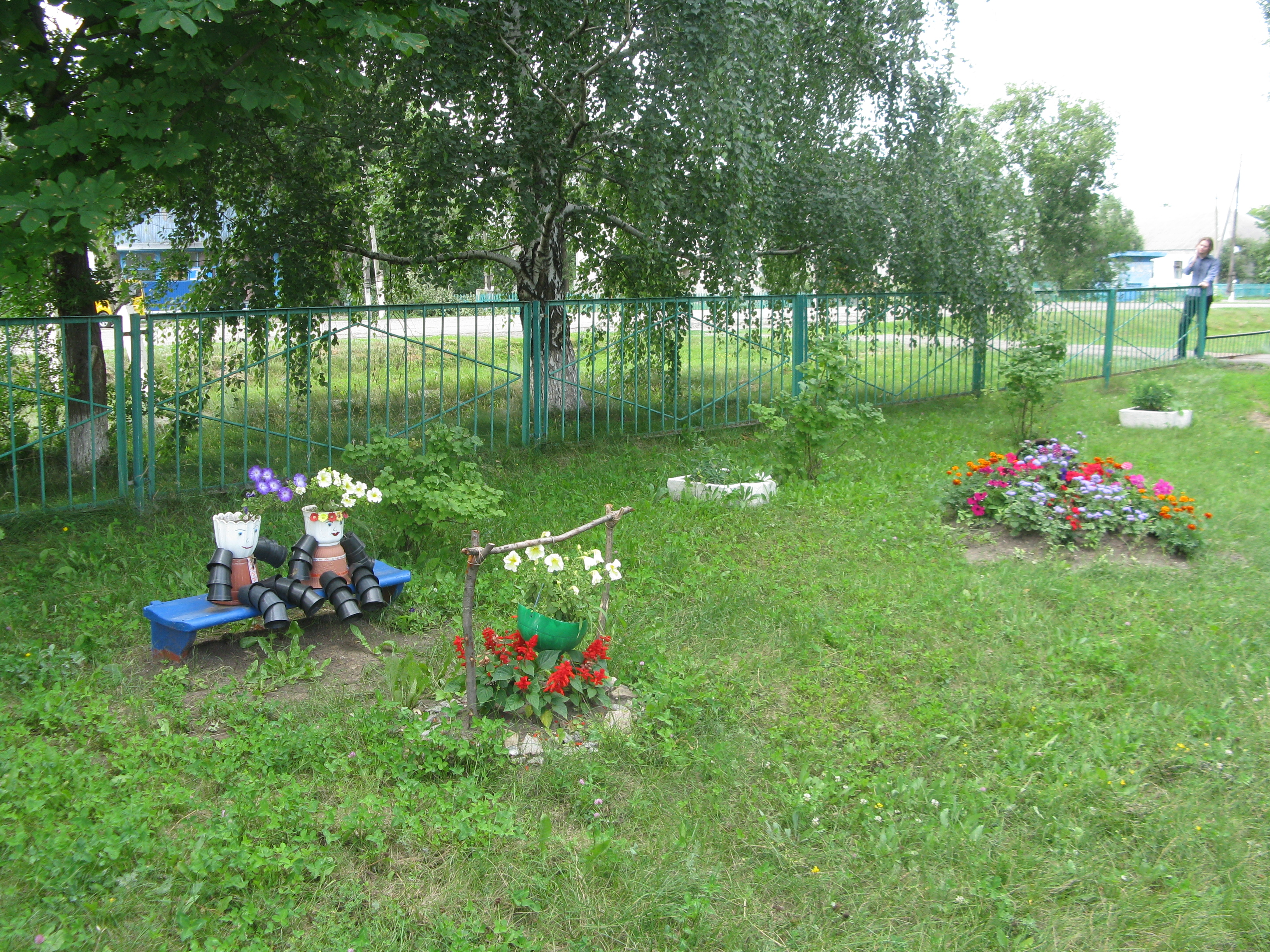
Клумбы у школы
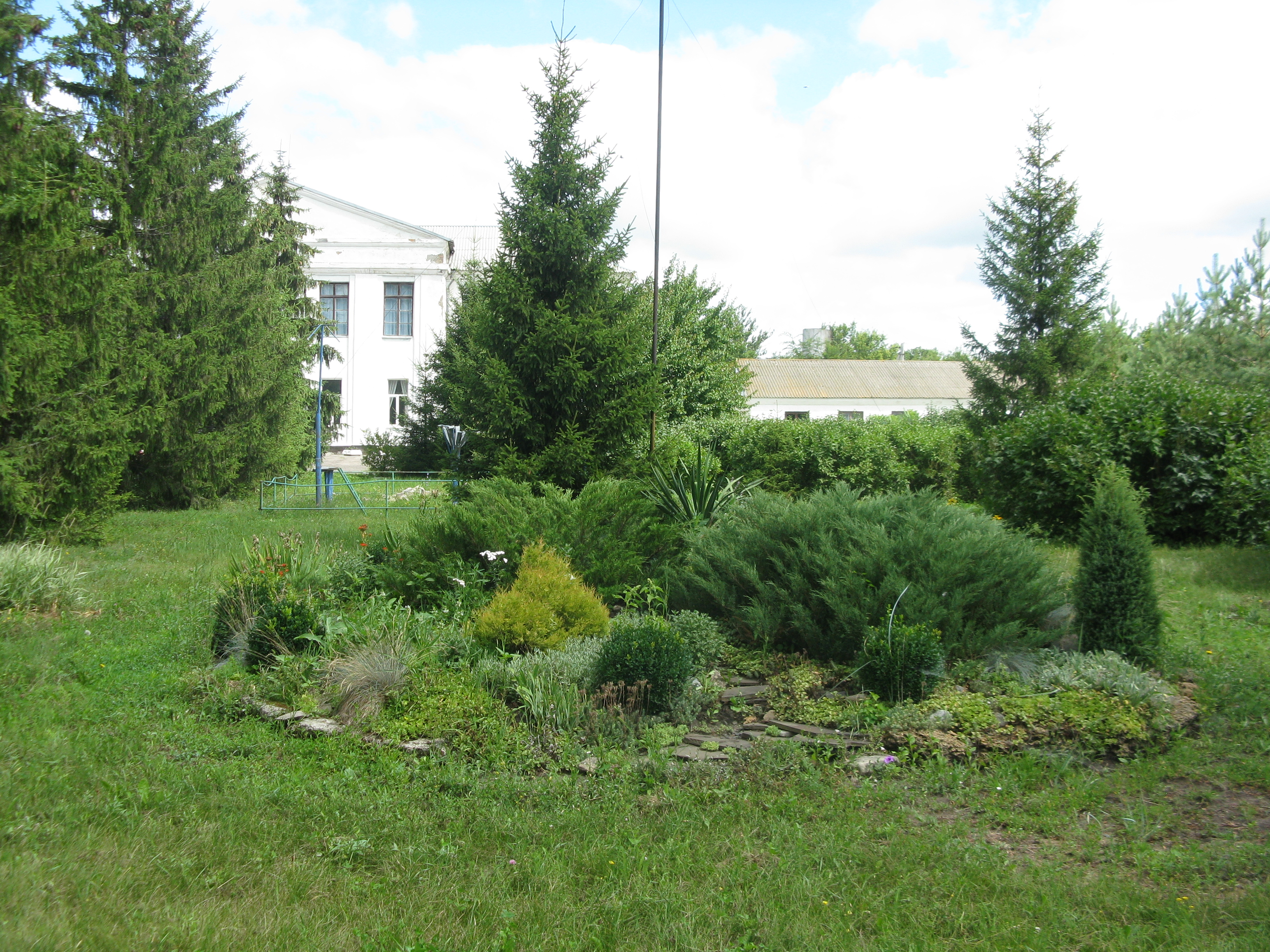
Альпийская горка
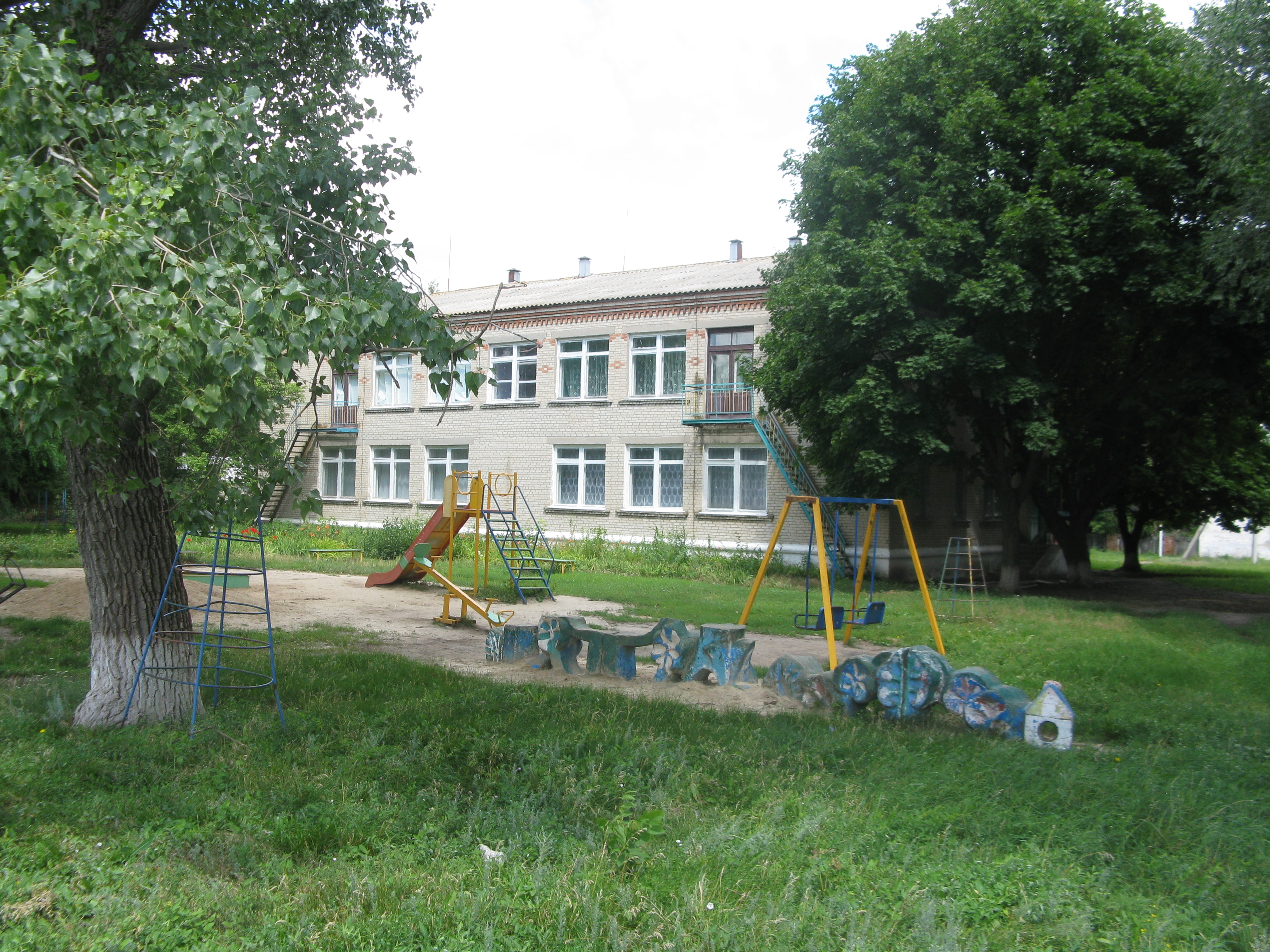
Детский сад

Детский сад расположен в двухэтажном здании на улице Победы.

## Медицина
- Амбулатория семейного врача

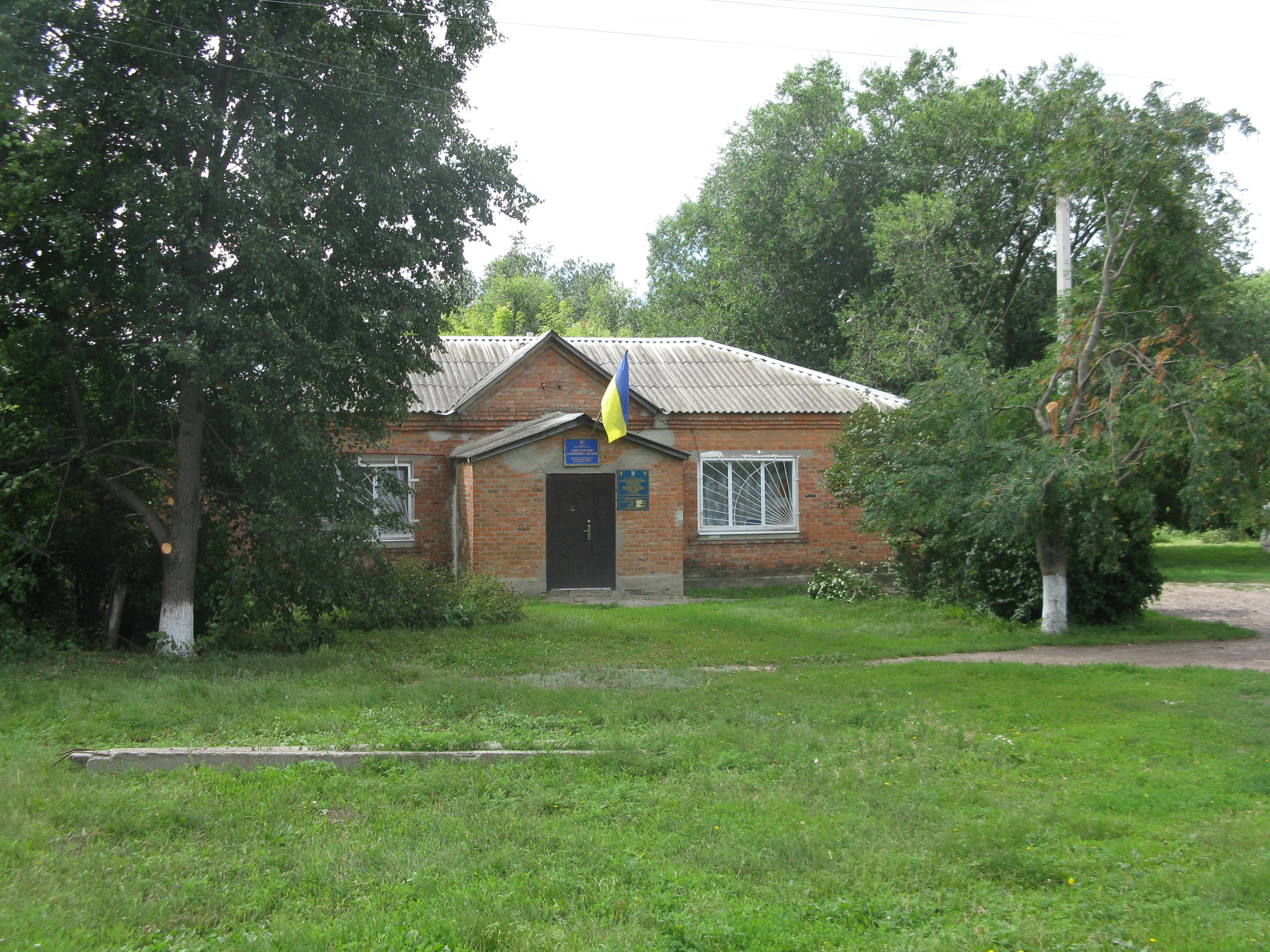
Амбулатория

## Сфера обслуживания
- Три магазина.
- Два кафе (одно из которых — летнее).

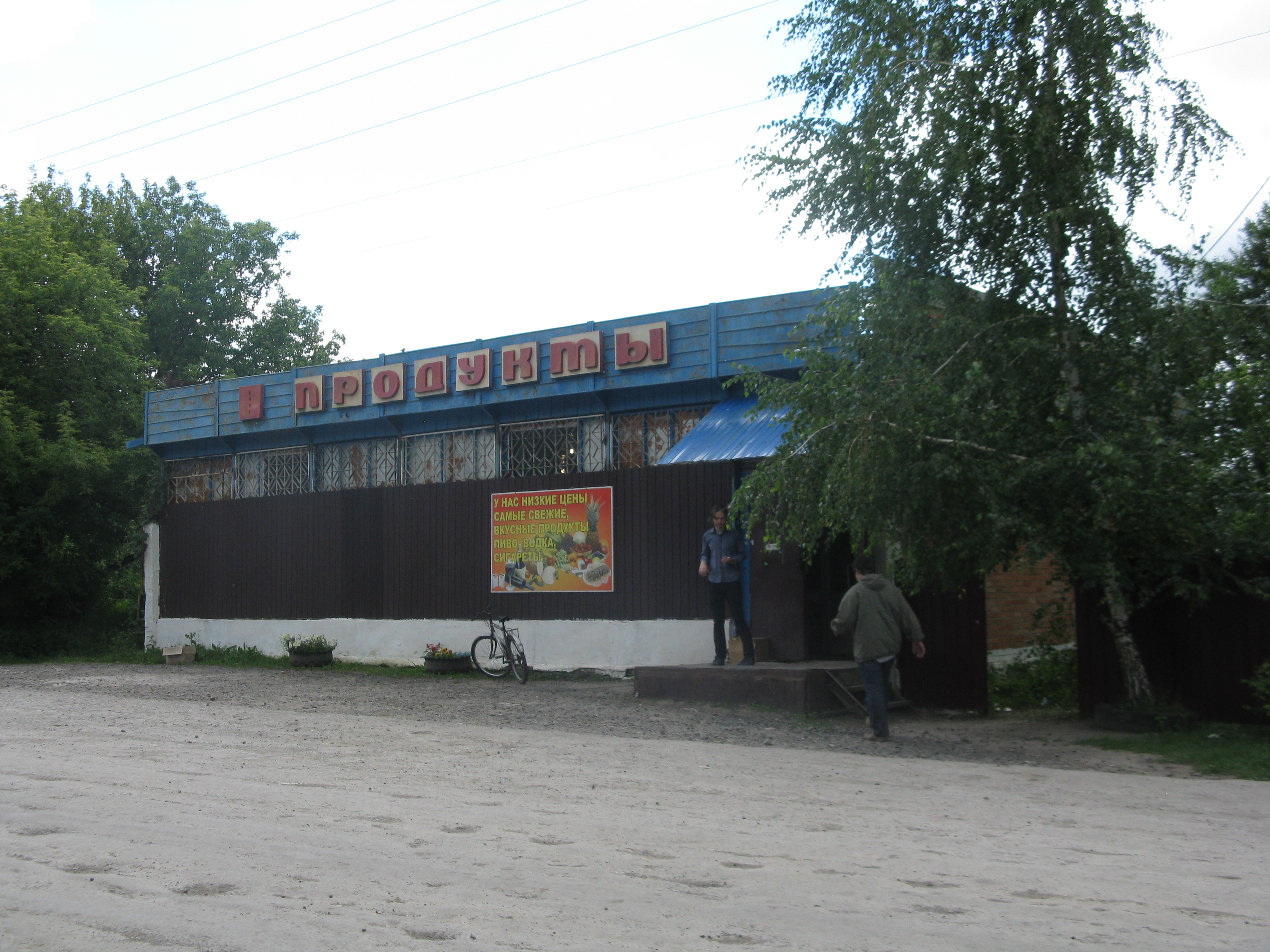
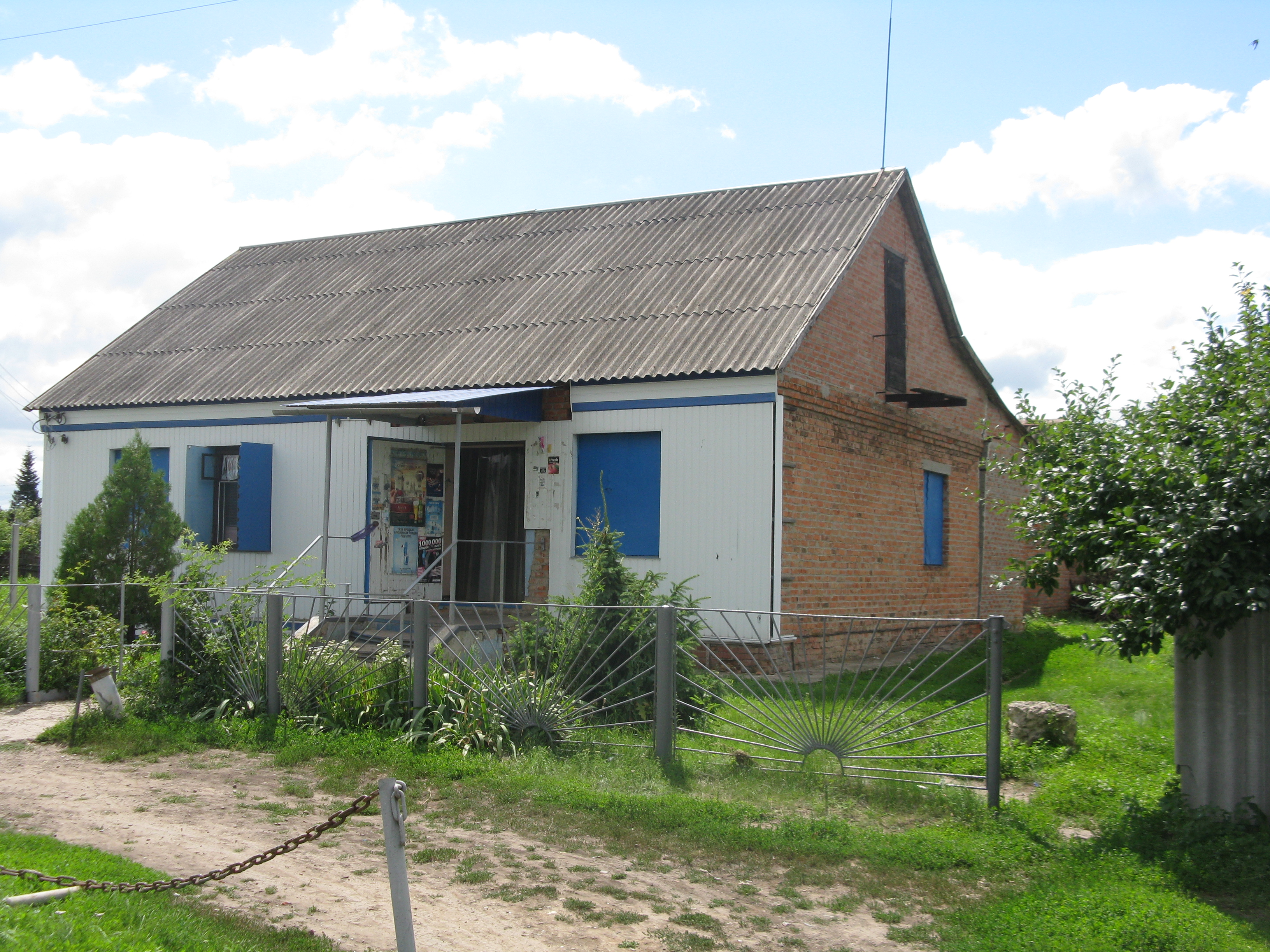
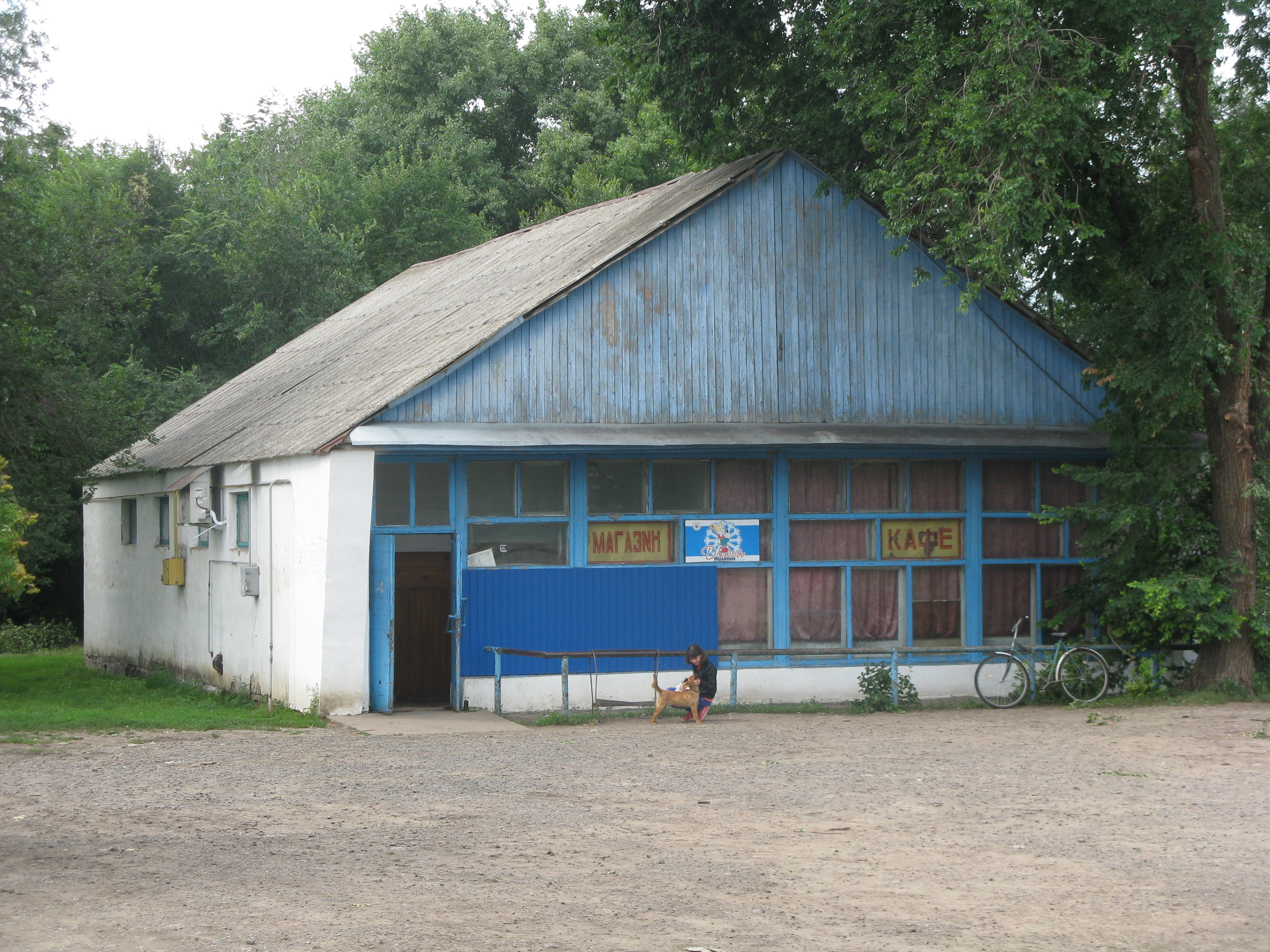

## Достопримечательности
- Братская могила советских воинов. Похоронены 33 павших воина.
- Братская могила советских воинов. Похоронены 7 воинов.
- Рядом с селом расположены обсерватория Граково института астрономии ХНУ и радиотелескоп УТР-2, крупнейший в мире в декаметровом диапазоне.

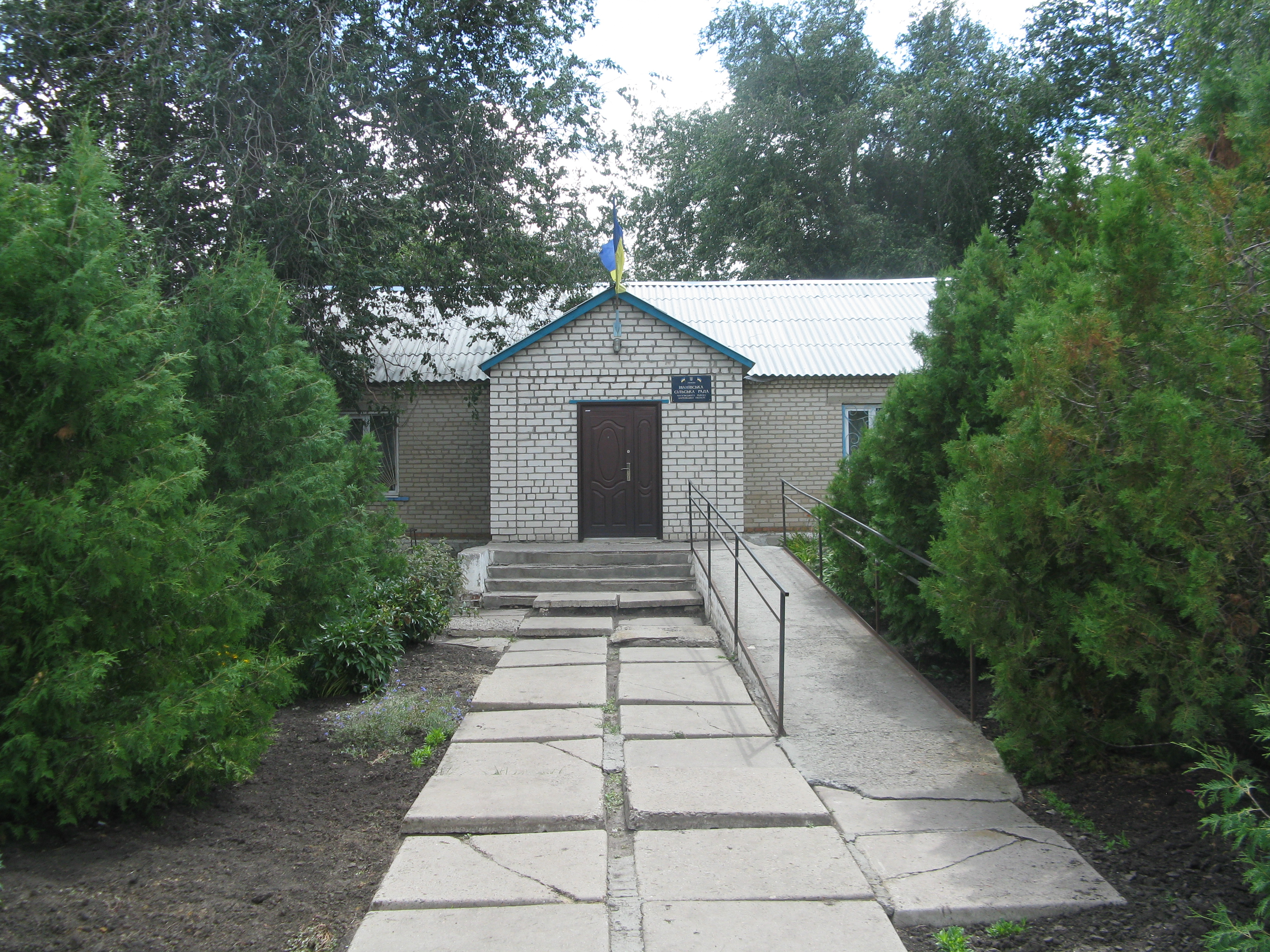
Сельсовет
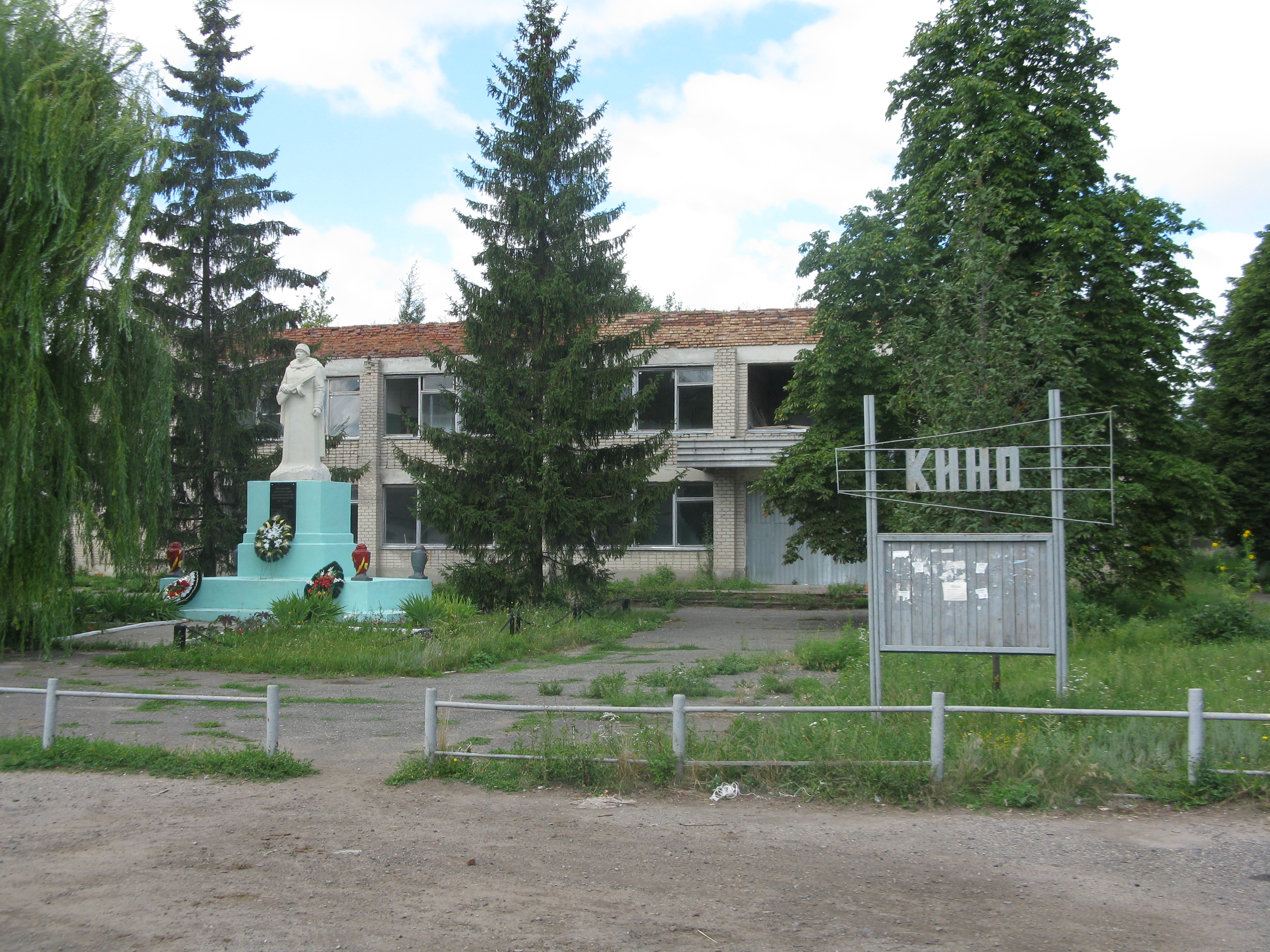
Памятник перед заброшенным домом культуры
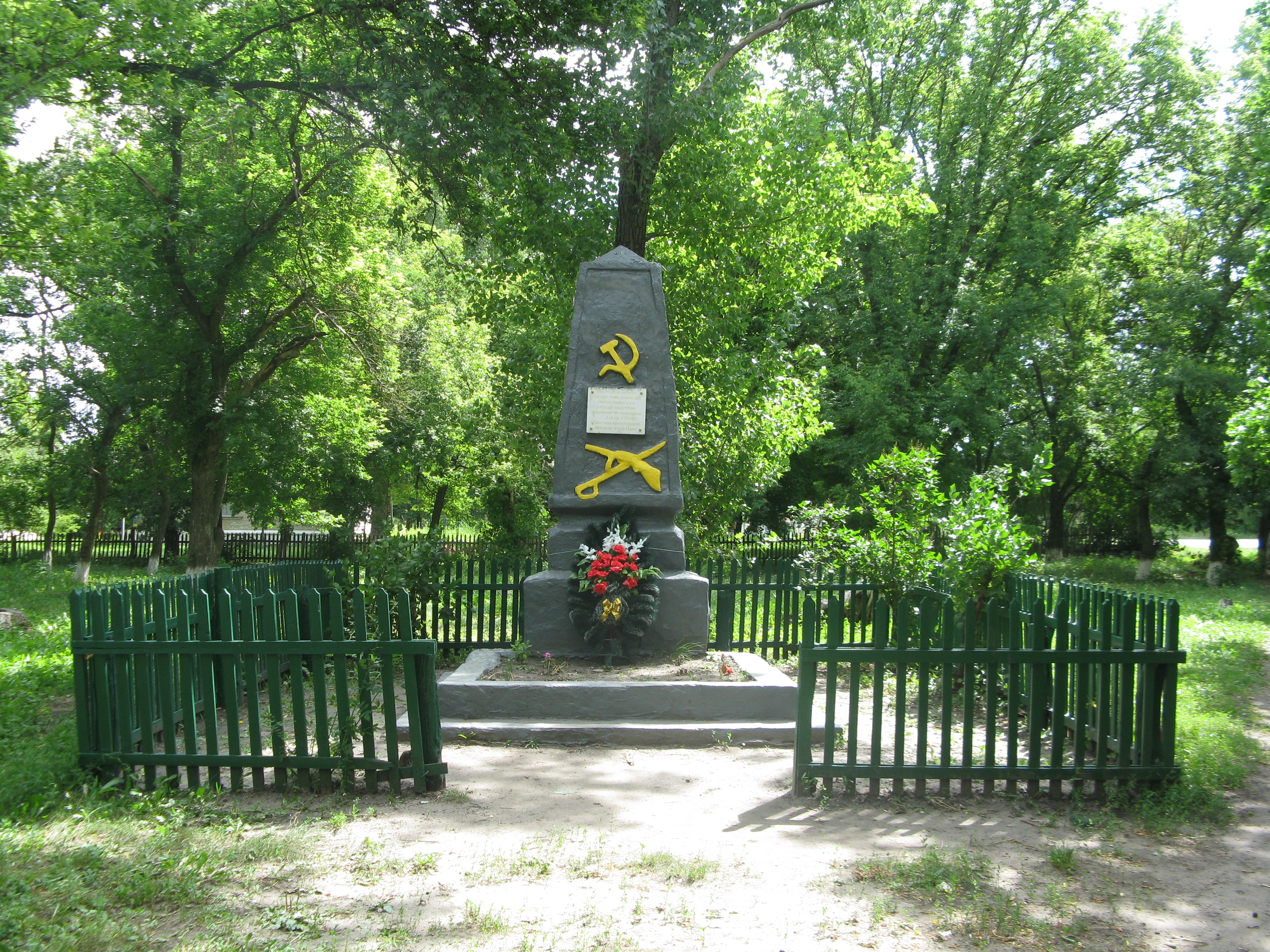
Памятник на братской могиле в парке
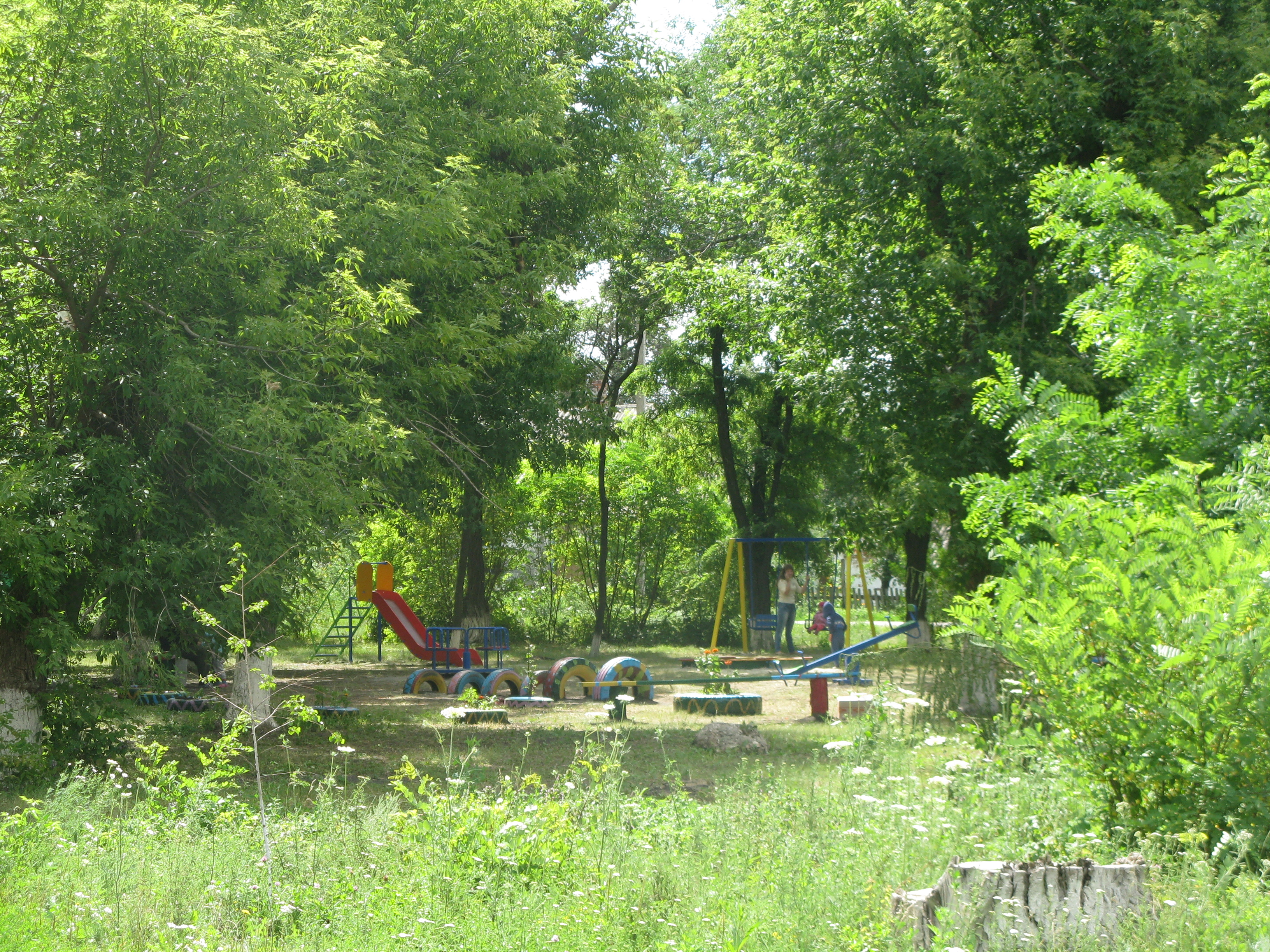
Детская площадка в парке
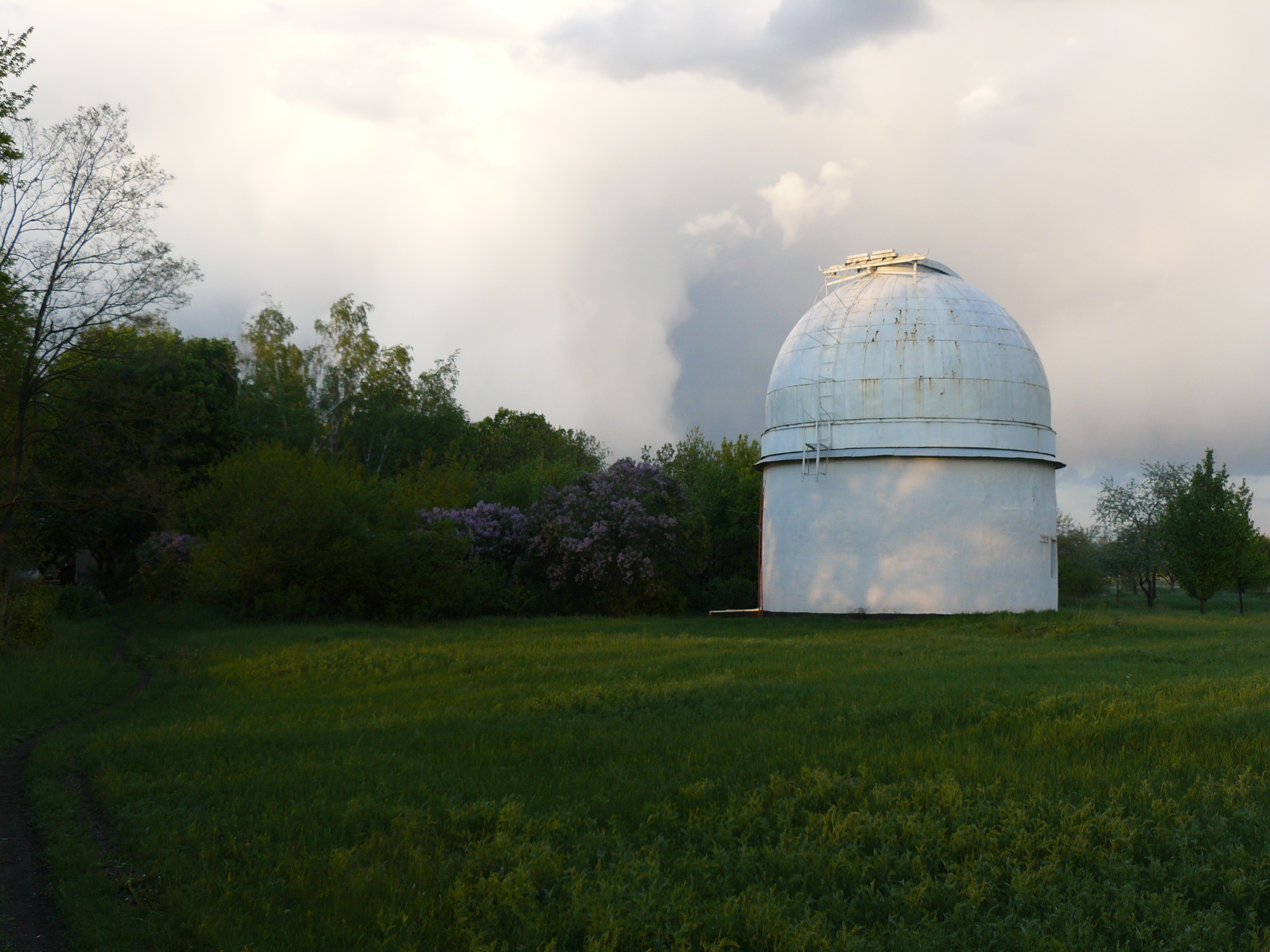
Обсерватория Граково
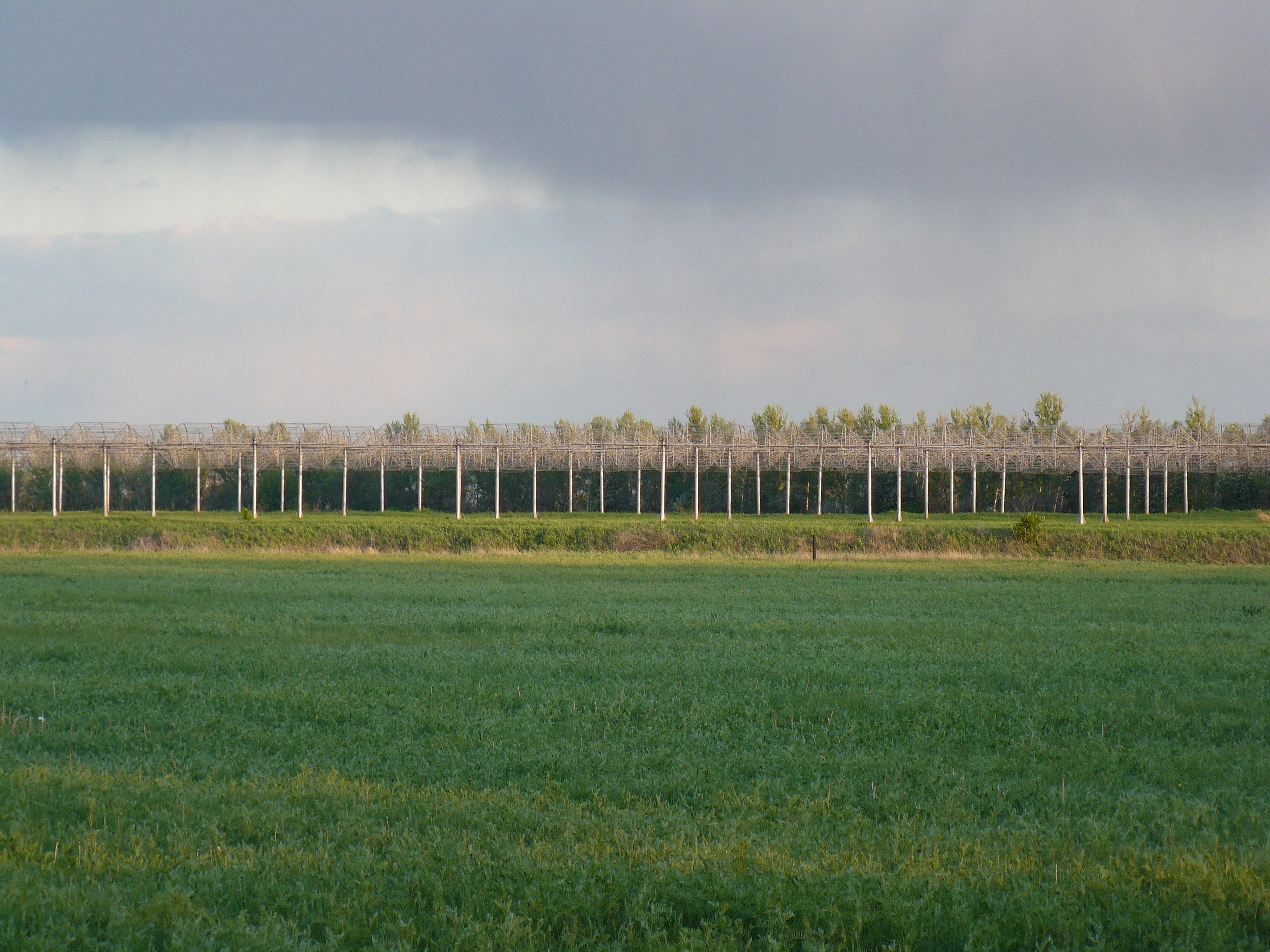
Антенны радиотелескопа УТР-2